# Hiwi
Hiwi (pronuncia tedesca: [ˈhiːviː]) è la sigla tedesca che significa sia "assistente volontario" (Hilfswilliger) che "scienziato assistente" (Hilfswissenschaftler).

## Hilfswilliger

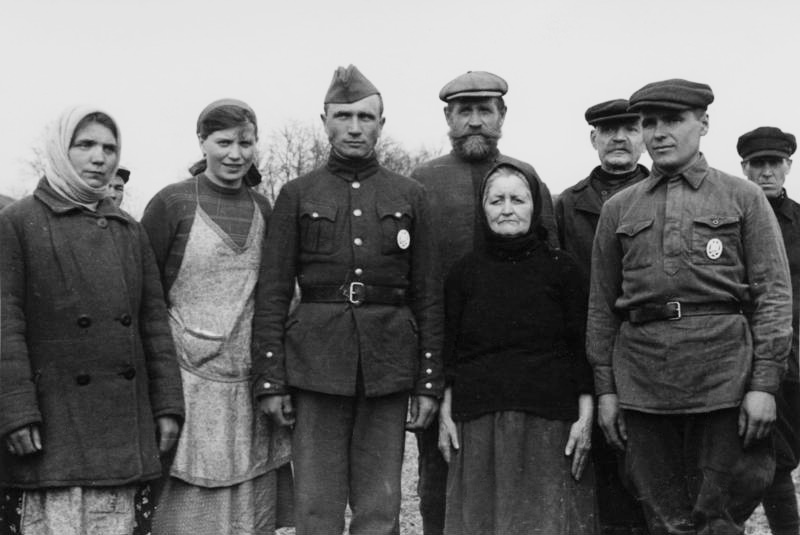
Russia gennaio 1942, due "volontari" della Wehrmacht decorati con il distintivo generale d'assalto

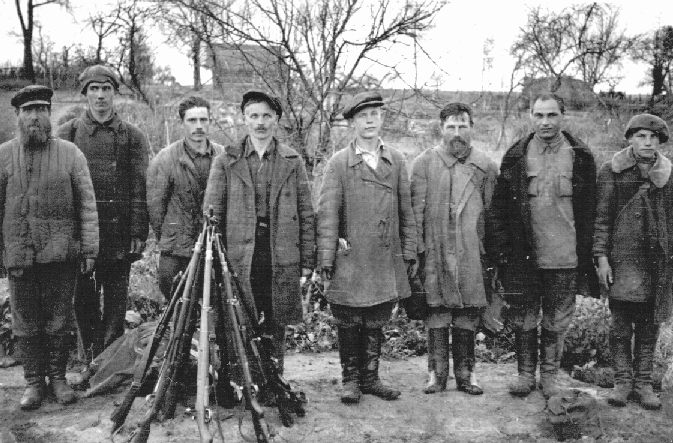
Partigiani russi antisovietici, Oblast' di Novgorod (URSS) 1942

La parola è entrata in diverse lingue durante la seconda guerra mondiale quando le truppe tedesche arruolarono volontari dai territori occupati per il servizio supplementare (autisti, cuochi, inservienti, porta munizioni, staffette, soldati ecc.).
Questo termine della seconda guerra mondiale è spesso associato con collaborazionismo e, nel caso dei territori sovietici occupati, con l'anti-bolscevismo (e ampiamente presentata dai tedeschi in quanto tale). Un "Hiwi" catturato ha raccontato al proprio Commissariato del Popolo per gli Affari Interni (Narodnyj komissariat vnutrennich del, o NKVD): "i russi nell'esercito tedesco possono essere classificati in tre gruppi:
- Primo: soldati mobilitati dalle truppe tedesche, le cosiddette sezioni cosacchi, unite a divisioni tedesche.
- Secondo: assistenti volontari (Hilfswillige), civili locali o prigionieri russi che si sono offerti volontari o soldati dell'Armata Rossa che disertano per unirsi ai tedeschi. Questi indossavano la divisa tedesca con i loro stessi gradi e distintivi. Mangiavano come i soldati tedeschi ed erano associati ai reggimenti tedeschi.
- Terzo: prigionieri russi che facevano i lavori sporchi, cucine, stalle e così via. Le categorie sono trattate in modo diverso, ad esempio, i volontari venivano trattati meglio".[1]

Gli Hiwi furono definiti "ex-russi" da parte delle autorità sovietiche, a prescindere dalle circostanze della loro adesione, e il loro destino assai probabile nelle mani dell'NKVD era la  morte o il Gulag.
L'affidamento sugli Hiwi espone un divario tra ideologi nazisti e pragmatici comandanti dell'esercito tedesco. Capi nazisti, come il dittatore tedesco Adolf Hitler, consideravano tutti i russi come "sub-umani" (Untermensch) e quindi di nessun valore per l'"ariano" esercito tedesco. D'altra parte la forza lavoro era necessaria e l'intelligenza tedesca aveva riconosciuto la necessità di suddividere il popolo sovietico. La contraddizione è stata a volte mascherata dalla loro riclassificazione come cosacchi. Il colonnello Groscurth (Capo di Stato Maggiore, XI Corpo) ha scritto al generale Ludwig Beck: "È inquietante che siamo costretti a rafforzare le nostre truppe che combattono con i prigionieri di guerra russi, che sono già trasformati in artiglieri. È uno strano stato di cose che le bestie con cui eravamo in lotta ora vivono con noi in strettissima armonia". Un quarto della sesta armata dell'esercito in prima linea erano Hiwi.

## Hilfswissenschaftler
Questo è un termine di uso comune oggi nella lingua tedesca. Viene utilizzato per gli studenti universitari che lavorano part-time come assistenti didattici o assistenti di ricerca.